# Vincenzo Legrenzio Ciampi
Vincenzo Legrenzio Ciampi (2. dubna 1719 Piacenza d'Adige – 30. března 1762 Benátky) byl italský hudební skladatel.

## Život
Hudební základy získal v Piacenze u místního sbormistra. Poté studoval v Neapoli u Francesca Durante a Leonarda Lea. V letech 1746 a 1747 působil v Palermu jako cembalista a v letech 1748–1749 jako učitel v benátském Ústavu nevyléčitelně nemocných (Ospedale degli Incurabili). Po krátkém pobytu v Paříži odešel do Londýna, kde se stal ředitelem první italské operní společnosti. V roce 1756 se přes Brusel vrátil do Benátek, kde dále pracoval jako sbormistr (maestro di cappella) v Ospedale degli Incurabili. V Benátkách také zemřel během zkoušek na uvedení své poslední opery v divadle Teatro Grimani di S. Samuele.

## Dílo
Opery
- Da un disordine nasce un ordine (commedia per musica, libreto Gennarantonio Federico, Neapol, Teatro de’ Fiorentini, podzim 1737)
- La Beatrice (commedia per musica, G. Federico, Neapol, Teatro Nuovo sopra Toledo, karneval 1740)
- La Lionora (commedia per musica, G. Federico, Neapol, Teatro de’ Fiorentini, karneval 1742)
- La Flaminia (dramma per musica, Neapol, Teatro Nuovo sopra Toledo, jaro 1743)
- L'Arminio (dramma per musica, libreto Federico de Navarra, Neapol, Teatro de’ Fiorentini, podzim 1744)
- L'amore ingegnoso (commedia per musica, Antonio Palomba, Neapol, Teatro de’ Fiorentini, podzim 1745)
- L'arcadia in Brenta (dramma per musica, libreto Carlo Goldoni, Piacenza, Teatro Ducale, 1746, repríza Bonn, Teatro della Corte, karneval 1771)
- Bertoldo, Bertoldino e Cacasenno (commedia giocosa, libreto Polisseno Fegenio podle C. Goldoniho, Piacenza, Teatro Ducale, 1747)
- Artaserse (dramma per musica, libreto Pietro Metastasio, Palermo, Teatro di S. Cecilia, 1747)
- La favola dei tre gobbi (farsa podle C. Goldoniho, Benátky, Teatro di S. Moisè, karneval 1749)
- Gli tre cicisbei ridicoli (commedia, libreto Carlo Antonio Vasini, Londýn, King’s Theatre, 14. března 1749)
- La maestra di scola (dramma giocoso podle C. Goldoniho, Verona, Nuovo Teatro dietro la Rena, podzim 1749)
- Il negligente (dramma comico per musica podle C. Goldoniho, Benátky, Teatro Giustinian di S. Moisè, podzim 1749)
- Il trionfo di Camillo( dramma per musica, libreto P. Metastasio Londýn, King’s Theatre, jaro 1750)
- Il trascurato (dramma giocoso per musica, libreto C. Goldoni, Lodi, Teatro della Città, karneval 1752)
- Didone (dramma per musica, libreto P. Metastasio, Londýn, King’s Theatre, 1754)
- Catone in Utica (dramma per musica libreto P. Metastasio (Venezia, Teatro Grimani di S. Benedetto, 26 dicembre 1756);
- Il chimico (commedia in musica, libreto A. Palomba, Benátky, Teatro di S. Samuele, karneval 1757)
- La clemenza di Tito (dramma per musica, libreto P. Metastasio, Benátky, Teatro Giustinian di S. Moisè, karneval 1757)
- Arsinoe (dramma, libreto Giovanni Andrea Galliani, Turín, Teatro Regio, karneval 1758)
- Gianguir (dramma per musica, libreto Apostolo Zeno, Benátky, Teatro Grimani di S. Benedetto, 26. prosinec 1759);
- Amore in caricatura (dramma per musica, libreto C. Goldoni, Benátky, Teatro di S. Angelo, 1761)
- Antigona (dramma serio, libreto Gaetano Roccaforte, Benátky, Teatro Grimani di S. Samuele, duben 1762)
- Tolomeo (pasticcio, Londýn, 1762)
- Madama vezzosa (opera bernesca in musica, libreto Polisseno Fegejo podle C. Goldoniho, Praha, 1764)

Oratoria
- Christus a morte quaesitus et in Calvario inventus (Benátky, Ospedale degli Incurabili, 1745)
- Betulia liberata (Benátky, Ospedale degli Incurabili, 1748)
- Virgines prudentes et fatuae, su testo dell’abate Pietro Chiari (Benátky, Ospedale degli Incurabili, 1760)
- Carmina sacra (Benátky, Ospedale degli Incurabili, 1760)
- Vexillum fidei (Benátky, Ospedale degli Incurabili, 1761)
- Modula mira sacra (Benátky, Ospedale degli Incurabili, 1757)

Instrumentální hudba
(vesměs vydáno v Londýně)
- Six sonatas for two violins with a thorough bass for the harpsichord. Opera I
- Six sonates for two violins or German flutes with a thorough bass. Opera II
- Six concertos for a hautboy or German flute accomp. with two violins, a tenor, violoncello and a thorough bass for the harpsichord. Opera III
- Six concertos for a German flute or hautboy accomp. with two violins, a tenor, violoncello and a thorough bass for the harpsichord. Opera IV
- Six ouvertures in nine parts, for violins, hautboys, French horns, tenor, violoncello and a thorough bass for the harpsichord. Opera V
- Six solos for a violin with a bass for the harpsichord or violoncello. Ristampato anche a Parigi
- Six concertos in six parts for three violins, a tenor with a bass for the harpsichord and violoncello. Opera VI
- Six concertos for the organ or harpsichord with instrumental parts for violin. Opera VII
- Sonate per cembalo

Vokální hudba
- Arie nuove della Signora Teresa Castellini, Sabina nell'Adriano (Venezia, 1748)
- Árie pro pasticia uvedená v Londýně: The captive; Lionello e Clarissa; Maid of the mill
- The school of fathers
- The summer's tale
- řada drobných árií a recitativů

Chrámová hudba
- Missa solemnis, a 4 v (1758);
- Te Deum laudamus, a 4 voci con strumenti (1758);
- Kyrie, Gloria e Te Deum, a 4 voci con orchestra;
- Salve Regina, per voci e organo.